# جام خیریه انگلستان ۲۰۰۹

ترکیب دو تیم منچستریونایتد و چلسی در بازی

 جام خیریه انگلستان ۲۰۰۹ ، ۸۷امین رقابت سالانه مابین قهرمانان لیگ برتر انگلستان و جام حذفی فوتبال انگلستان است.
این مسابقه در تاریخ ۹ اوت ۲۰۰۹ مابین تیم‌های منچستر یونایتد و چلسی در ورزشگاه ومبلی لندن برگزار شده‌است. تیم چلسی در این مسابقه درضربات پنالتی ۴ بر ۱ به پیروزی دست یافت. این بازی در زمان قانونی با نتیجه دو بر دو پایان یافته‌بود.

## جزئیات مسابقه
| چلسی                           | 2 – ۲ | منچستر یونایتد        |
| ------------------------------ | ----- | --------------------- |
| کاروالیو ۵۲' · لمپارد ۷۰'      | گزارش | نانی ۱۰' · رونی ۹۰+۲' |
| ضربات پنالتی                   |       |                       |
| لمپارد · بالاک · دروگبا · کالو | ۴ – ۱ | گیگز · کریک · اورا    |